# Álvaro Recoba
Álvaro Alexander Recoba Rivero (Montevidéu, 17 de março de 1976) é um treinador e ex-futebolista uruguaio que atuava como atacante ou meia. Conhecido por sua técnica refinada, habilidade com a perna esquerda e precisão nas bolas paradas Atualmente esta sem clube.

## Carreira como jogador
Recoba começou no Danubio, do Uruguai, mas rapidamente se destacou e foi para o Nacional, onde chamou atenção com sua habilidade e gols espetaculares. Em 1997, foi contratado pela Internazionale, da Itália, por um valor alto para a época. Sua estreia foi impactante: entrou no segundo tempo contra o Brescia e marcou dois golaços de fora da área, um deles uma bomba no ângulo.
Apesar do início promissor, ele teve dificuldades para se firmar como titular absoluto da Inter, devido à concorrência e algumas oscilações de desempenho. Ainda assim, tornou-se um dos jogadores mais queridos pela torcida e protagonizou lances memoráveis, especialmente com sua habilidade em bolas paradas.
Ao longo dos anos, Recoba teve empréstimos para clubes como o Venezia, onde brilhou e ajudou a equipe a escapar do rebaixamento na Serie A. Após sua passagem pela Inter, jogou no Torino e ainda teve experiências no Panionios da Grécia.
Em julho de 2011, Recoba retornou ao Nacional, seu antigo clube. Atuando frequentemente como opção no banco de reservas, ainda assim teve papel fundamental na conquista do Torneo Apertura. Um de seus momentos mais marcantes foi no clássico contra o Peñarol, quando, nos acréscimos, converteu um pênalti e garantiu a vitória por 2 a 1, resultado que colocou o Nacional à frente do rival na tabela. Além disso, balançou as redes no duelo decisivo contra o Liverpool, marcando o único gol da partida.
No Torneio Clausura, passou a ser mais utilizado como titular e brilhou novamente no clássico contra o Peñarol, anotando o terceiro e último gol na vitória por 3 a 2.
A consagração veio na final do Campeonato Uruguaio 2011–12, quando, em 16 de junho de 2012, fez o único gol da partida contra o Defensor Sporting, garantindo o título ao Nacional.
Já em 9 de novembro de 2014, aos quase 38 anos, protagonizou mais um momento histórico no Clássico Uruguaio contra o Peñarol. Nos acréscimos, cobrou uma falta de longa distância, marcando um golaço que selou a vitória do Nacional, reafirmando seu status de ídolo do clube.

## Seleção Uruguaia
Recoba fez sua estreia pela seleção uruguaia em 18 de janeiro de 1995, em um amistoso contra a Espanha, realizado no Estádio Riazor, em La Coruña. Na ocasião, entrou em campo aos 65 minutos, substituindo a lenda Enzo Francescoli.
O meia representou o Uruguai na Copa do Mundo de 2002, onde marcou um gol contra o Senegal na última rodada da fase de grupos. Apesar do empate em 3 a 3, o resultado não foi suficiente para evitar a eliminação da equipe celeste ainda na primeira fase.
Em setembro de 2005, Recoba foi decisivo ao marcar o gol da vitória sobre a Argentina em uma partida das Eliminatórias para a Copa do Mundo de 2006. O triunfo garantiu ao Uruguai o quinto lugar nas eliminatórias sul-americanas e a oportunidade de disputar a repescagem intercontinental contra a Austrália, campeã da Oceania. No entanto, após um empate no placar agregado, a equipe uruguaia acabou derrotada por 4 a 2 na disputa por pênaltis. Recoba foi substituído por Marcelo Zalayeta aos 73 minutos do jogo de volta.
Mesmo com poucas oportunidades na Inter de Milão, Recoba seguiu sendo convocado para a seleção após o Mundial de 2006. Em 2 de junho de 2007, marcou seu 12º gol internacional na vitória por 2 a 1 sobre a Austrália, em um amistoso. No mesmo ano, disputou a Copa América, na qual o Uruguai terminou na quarta colocação. Ao longo de sua trajetória pela Celeste, Recoba vestiu a camisa do Uruguai em 69 partidas.

## Carreira como treinador
Após se aposentar, assumiu o time de base do Nacional. Também foi campeão uruguaio em 2020, como assistente técnico de Martín Ligüera, que ficou como interino em quatro partidas.
Em 20 de outubro de 2023, assumiu o time principal do Nacional, substituindo Álvaro Gutiérrez.Foi demitido em 10 de junho de 2024, após derrota por 3 a 0 para o Cerro, pelo campeonato local.

## Estatísticas como treinador
Atualizado até 10 de junho de 2024
| Clube    | Jogos | Vitórias | Empates | Derrotas | Aproveitamento            |
| -------- | ----- | -------- | ------- | -------- | ------------------------- |
| Nacional | 37    | 21       | 8       | 8        | 63.96%[carece de fontes?] |

## Títulos como jogador
Internazionale
- Copa da UEFA: 1997–98
- Copa da Itália: 2004–05 e 2005–06
- Supercopa da Itália: 2005 e 2006
- Campeonato Italiano: 2005–06 e 2006–07

Nacional
- Campeonato Uruguaio: 2011–12, 2014–15 e 2016

### Prêmios individuais
- Melhor jogador do Campeonato Uruguaio de Futebol de 2011–12
- Melhor volante de criação do Campeonato Uruguaio de Futebol de 2011–12
- Seleção de Todos os Tempos do Uruguai IFFHS (Time B): 2022[4]